# Bemba (taal)
De Bemba-taal (vaak Chibemba genoemd) is een Bantoetaal die vooral in Zambia door het Bemba-volk en door 18 verwante groepen wordt gesproken. In mindere mate wordt het ook in Tanzania, Botswana en in Congo-Kinshasa gesproken. Er zijn ongeveer 3 miljoen mensen die het Bemba als moedertaal hebben, en een aanzienlijk aantal die het als tweede taal spreken. De taal geldt als een van de lingua franca's van Zambia en heeft een hoge status. 
- Bemba is een zogenaamde SVO-taal en is een toontaal.